# Michaił Maklarski
Michaił (Isidor) Borisowicz Maklarski (ros. Михаи́л (Исидо́р) Бори́сович Макля́рский, ur. 3 listopada?/16 listopada 1909 w Odessie, zm. 2 czerwca 1978 w Moskwie) – radziecki pisarz, scenarzysta filmowy i funkcjonariusz służb specjalnych.

## Życiorys
Urodzony w rodzinie żydowskiego krawca, 1926 ukończył techniczną szkołę zawodową w Odessie i radziecką szkołę partyjną w Odessie, pracował jako elektryk i kurier. Od 2 czerwca 1927 funkcjonariusz GPU Turkmeńskiej SRR, 1931 studiował zaocznie na Uniwersytecie Środkowoazjatyckim, od 27 grudnia 1931 do 10 lipca 1934  pełnomocnik i pełnomocnik operacyjny Oddziału 4 Wydziału Specjalnego OGPU ZSRR. Od 10 lipca 1934 do 23 czerwca 1935 pełnomocnik operacyjny Oddziału 3 Wydziału Specjalnego GUGB NKWD ZSRR, od 23 czerwca do 3 października 1935 pomocnik szefa Oddziału 6 Wydziału Specjalnego GUGB NKWD ZSRR, od 3 października 1935 do lipca 1936 pomocnik szefa Oddziału Specjalnego Aparatu Wewnętrznej Ochrony Kremla, od 15 grudnia 1935 porucznik bezpieczeństwa państwowego, od lipca 1936 do 1 maja 1937 szef oddziału Wydziału 3 Dimitłagu w mieście Dmitrow.
1 maja 1937 na polecenie ludowego komisarza spraw wewnętrznych Nikołaja Jeżowa aresztowany, poddany śledztwu w NKWD ZSRR, 10 sierpnia 1937 zwolniony. Od czerwca 1938 do lutego 1939 szef oddziału Wydziału 3 Gułagu NKWD ZSRR w Moskwie, od lutego do września 1939 na emeryturze w Moskwie, od 22 września 1939 do 18 grudnia 1940 szef Wydziału 2 Zarządu ds. Jeńców Wojennych i Internowanych NKWD ZSRR, od 17 czerwca 1940 starszy porucznik bezpieczeństwa państwowego. Od 18 grudnia 1940 do 27 lutego 1941 starszy pełnomocnik operacyjny Oddziału 4 Wydziału 2 GUGB NKWD ZSRR, od 7 marca do 13 sierpnia 1941 zastępca szefa Oddziału 1 Wydziału 3 Zarządu 3 NKGB ZSRR, od 13 sierpnia do 3 października 1941 szef Oddziału 1 Wydziału 2 Zarządu 3 NKWD ZSRR, od 3 października 1941 do 18 stycznia 1942 szef Oddziału 2 Wydziału 2 NKWD ZSRR, 11 października 1941 awansowany na kapitana bezpieczeństwa państwowego. Od 18 stycznia do 1 czerwca 1942 szef Oddziału 1 i zastępca szefa Wydziału 2 Zarządu 4 NKWD ZSRR, od 1 czerwca 1942 do 14 maja 1943 zastępca szefa Wydziału 2 Zarządu 4 NKWD ZSRR, 11 lutego 1943 mianowany podpułkownikiem bezpieczeństwa państwowego, od 15 maja 1943 do 14 maja 1945 szef Wydziału 2 Zarządu 4 NKGB ZSRR, jednocześnie od 12 lipca 1944 do 14 maja 1945 szef Wydziału 3 Zarządu 4 NKGB ZSRR, 30 kwietnia 1945 awansowany na pułkownika bezpieczeństwa państwowego. Od 14 maja do 17 czerwca 1945 dowodził grupą operacyjną NKWD w Brandenburgii, od 17 do 30 czerwca 1945 dowodził grupą operacyjną NKWD w Chemnitzu, od 1 do 17 lipca 1945 dowódca grupy operacyjnej NKWD w Lipsku, od 17 lipca do 15 września 1945 zastępca szefa sektora operacyjnego w prowincji Meklemburgia i Pomorze Przednie. Następnie odwołany z Niemiec, został szefem Wydziału 3 Zarządu 4 NKGB/MGB ZSRR, od 9 października 1946 w rezerwie, 15 lutego 1947 zwolniony z powodu choroby.
Od marca 1947 do maja 1949 zarządzał Zjednoczeniem "Soweksportfilm" Ministerstwa Kinematografii ZSRR, był pisarzem dramaturgiem, członkiem Związku Pisarzy ZSRR w Moskwie. 6 listopada 1951 aresztowany, poddany śledztwu, 21 listopada 1953 decyzją Sekcji Śledczej MWD ZSRR zwolniony bez rehabilitacji. Od lutego 1968 do czerwca 1978 członek Związku Filmowców ZSRR.

## Scenariusze filmowe
- 1972: Siódme niebo
- 1964: Strzał we mgle
- 1957: Nocny patrol
- 1950: Tajna misja
- 1947: As wywiadu

## Odznaczenia i nagrody
- Order Wojny Ojczyźnianej I klasy (29 października 1943)
- Order Wojny Ojczyźnianej II klasy (5 listopada 1944)
- Order Czerwonej Gwiazdy (dwukrotnie – 20 września 1943 i 3 listopada 1944)
- Odznaka "Honorowy Funkcjonariusz Czeki/GPU (XV)" (8 kwietnia 1934)
- Nagroda Stalinowska I stopnia (14 marca 1951)
- Nagroda Stalinowska II stopnia (1 kwietnia 1948)

I 6 medali.